# Narcissus tazetta subsp. chinensis
Narcissus tazetta subsp. chinensis és una subespècie de planta bulbosa de la família de les amaril·lidàcies. Es troba a la Xina (SE. Fujian, E. Zhejiang), i costa del Japó (Honshu, Kyushu).

## Taxonomia
Narcissus tazetta subsp. chinensis va ser descrita per (M.Roem.) Masam. i Yanagih. i publicat a Trans. Nat. Hist. Soc. Formosa 31: 329, l'any 1941.
Etimologia
Narcissus nom genèric que fa referència del jove narcisista de la mitologia grega Νάρκισσος (Narkissos) fill del déu riu Cefís i de la nimfa Liríope; que es distingia per la seva bellesa.
El nom deriva de la paraula grega: ναρκὰο, narkào (= narcòtic) i es refereix a l'olor penetrant i embriagant de les flors d'algunes espècies (alguns sostenen que la paraula deriva de la paraula persa نرگس i que es pronuncia Nargis, que indica que aquesta planta és embriagadora).
tazetta: epítet llatí que significa "amb petita tassa".
chinensis: epítet geogràfic que al·ludeix a la seva localització a la Xina.
Sinonímia
- Narcissus tazetta var. chinensis M.Roem.
- Narcissus tazetta var. pancratiformis Makino
- Narcissus tazetta var. pleniflorus Traub
- Narcissus tazetta var. suisen Sieb..[3]